# Yavanesvara
Yavaneśvara, sanskrit för "grekernas härskare", var en man från Antikens Grekland, som levde i Indiens Gujarat-region under västsatrapernas sakakung Rudrakarman Is herravälde. Namnet var annars en titel på de tjänstemän som företrädde grekiska handelsmän i området.

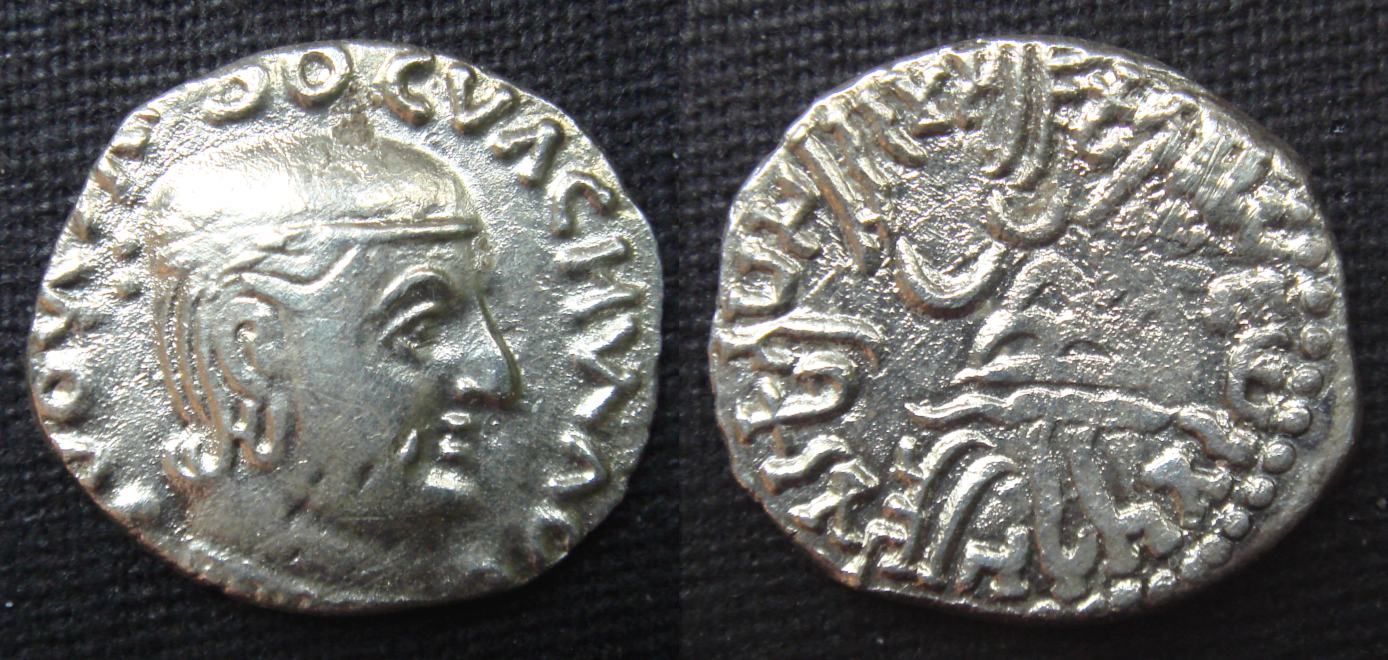
Yavanesvara levde under Rudradaman Is välde. Denne var även hans sponsor (ett exemplar av Rudradaman's myntning).

Yavanesvaras största bedrift är att runt åren 149-150 från grekiska till sanskrit ha översatt en 270 år gammal grekisk astrologisk text från Alexandria  Yavanajatakan ("Grekernas utsagor"). Yavanesvara överförde också hela den grekiska gudavärlden, men ersatte den med hinduiska gudar. Yavanajatakan kom därmed att bli en av indisk astrologis tidigaste skrifter. För att bättre anpassa framställningen till indisk tankevärld införde han även kastsystemet i den grekiska gudavärlden. 
Även om översättningens syfte var att lära upp astrologer, krävdes ett avsnitt om planeternas rörelser, vilket öppnade en ny värld för de indiska stjärnskådarna. Perioden kom på så vis att efterlämna flera verk, så kallade siddhantas, nu också av astronomiskt intresse.